# Подземни свет: Буђење
Подземни свет: Буђење (енгл. Underworld: Awakening) амерички је акциони хорор филм из 2012. године. Режију потписују Монс Марлинд и Бјерн Стајн, по сценарију Лена Вајзмана, Џона Хлавина, Џ. Мајкла Стразинског и Алисона Бернета. Четврти је део филмског серијала Подземни свет и наставак филма Подземни свет: Успон лајкана (2009). Главне улоге тумаче: Кејт Бекинсејл, Стивен Реа, Мајкл Или, Тео Џејмс, Индија Ајсли и Чарлс Денс.
Приказан је 20. јануара 2012. године. Добио је углавном негативне рецензије критичара и зарадио преко 160 милиона долара, у односу на буџет од 70 милиона долара.

## Радња
Након неколико година у заточеништву, Селена долази у другачији свет у ком су људи постали свесни постојања вампира и лајкана, те воде ужасни рат који прети да ће довести до истребљења обе бесмртне врсте. Она мора да се бори против људи и уплашене нове врсте лајкана како би обезбедила опстанак весника смрти.

## Улоге
| Глумац          | Улога      |
| --------------- | ---------- |
| Кејт Бекинсејл  | Селена     |
| Индија Ајсли    | Ив         |
| Тео Џејмс       | Дејвид     |
| Мајкл Или       | Себастијан |
| Стивен Реа      | Џејкоб     |
| Чарлс Денс      | Томас      |
| Сандрин Холт    | Лида       |
| Крис Холден Рид | Квинт      |